# 加藤仁
加藤 仁（かとう ひとし、1958年1月23日 - ）は、神奈川県出身のプロゴルファー。

## 来歴
10歳からゴルフを始め、駒澤大学卒業後の1984年にプロ入りする。
1988年の栃木オープンでは小泉清一・佐々木久行と並んでの5位タイ、茨城オープンでは長谷川勝治と並んでの4位タイに入った。
1992年の茨城オープンで岩下吉久・芹澤大介・大井手哲・森茂則・江本光・小泉清一・町野治・小溝高夫・渡辺由己を抑えて初優勝し、1993年には第1回東北オープンで初代覇者となって日本オープンに出場。
1993年の水戸グリーンオープンでは片山晋呉・谷口徹に次ぐ3位に入ったが、優勝した片山は当時日本大学3年在学中のアマチュアで、日本プロゴルフ協会の浅見勝一会長は、終盤はスコアー速報室に入ったまま、速報が入る度に「プロは何をやっているんだ」とうなだれた。
2009年の日本プロを最後にレギュラーツアーから引退し、初めてシニアツアーにフル参戦した2016年には福岡シニアオープンでは初日に首位高見和宏と1打差の4アンダー2位に着けた。

## 主な優勝
- 1992年 - 茨城オープン
- 1993年 - 東北オープン
- 1996年 - ’96カバヤオハヨーカップ、’96後楽園カップ（第4回）